# Sofia Carlotta di Oldenburg
Duchessa Sofia Carlotta di Oldenburg (Oldenburg, 2 febbraio 1879 – Westerstede, 29 marzo 1964) era un membro del casato degli Holstein-Gottorp.
Fu l'unica figlia sopravvissuta di Federico Augusto II, Granduca di Oldenburg dalla sua prima moglie la Principessa Elisabetta Anna di Prussia.
Sofia Carlotta ("Lotte") è meglio nota per il suo matrimonio infelice e ben pubblicizzato con il Principe Eitel Friedrich di Prussia, il secondo dei figli maschi di Guglielmo II di Germania. Il matrimonio portò successivamente al divorzio; Sofia Carlotta si sarebbe risposata dopo pochi anni con Harald van Hedemann, un ex ufficiale di polizia.

## Famiglia e infanzia
Sofia Carlotta (o "Lotte") nacque il 2 febbraio 1879 nella residenza dinastica del Castello di Oldenburg ad Oldenburg in Germania. Era la maggiore dei figli di Federico Augusto, l'allora Granduca Ereditario di Oldenburg e della sua prima moglie Elisabetta Anna di Prussia. Sofia Carlotta ebbe una sorella minore chiamata Margherita, ma morì giovane. Fu chiamata in onore di Sofia Carlotta di Hannover, la moglie del primo re prussiano Federico I.

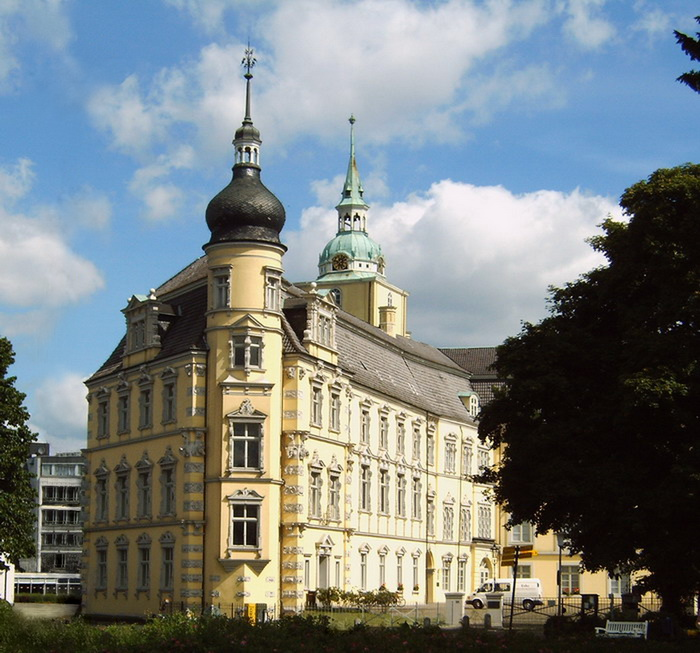
Castello di Oldenburg, il luogo di nascita di Sofia Carlotta.

La madre di Sofia Carlotta morì nel 1895, e suo padre si risposò l'anno successivo con la Duchessa Elisabetta Alessandrina di Meclemburgo-Schwerin. Questa seconda unione diede a Sofia Carlotta quattro fratellastri e sorellastre, tra cui Nicola, Granduca Ereditario di Oldenburgo e la Duchessa Altburg, in seguito Principessa Ereditaria di Waldeck e Pyrmont. Tutti insieme risiedevano nella nuova costruzione dell'Elisabeth-Anna-Palais (chiamato in onore di sua madre). Questo secondo matrimonio di suo padre, rese la vita a casa di Sofia Carlotta infelice, ed ella fu lieta di fuggire una volta che un matrimonio adeguato le fu offerto. Suo padre successe come Granduca di Oldenburg nel 1900.

### Accuse della stampa
C'era sempre stato un timore che Sofia Carlotta avesse ereditato la salute cagionevole della madre, così i soggiorni nelle varie città termali furono una componente comune della sua infanzia. Nel 1904, un giornalista tedesco fu condannato a un mese di prigione per aver alluso al rapporto tra Sofia Carlotta e l'aiutante militare di suo padre. Egli aveva scritto un articolo sul suo ritorno da un lungo soggiorno in Riviera "per la sua salute". Egli alluse alla sua "malattia", come la stessa che affliggeva due principesse di Meclemburgo-Strelitz, sulla cui moralità vi erano stati un sacco di pettegolezzi. Poiché questi soggiorni prolungati erano un aspetto comune della sua infanzia, voci del genere furono senza fondamento.

### Primi incontri con il Principe Eitel
Nel giugno 1905, Sofia Carlotta incontrò per la prima volta il Principe Eitel Friedrich di Prussia alle nozze di suo fratello il Principe della Corona Guglielmo con la Duchessa Cecilia di Meclemburgo-Schwerin. Il Principe Eitel e il Principe della Corona Guglielmo erano entrambi figli di Guglielmo II di Germania ed Augusta Vittoria di Schleswig-Holstein. La madre di Eitel desiderava in maniera particolare quell'unione, poiché voleva che suo figlio sposasse un membro del Casato di Oldenburg, una famiglia considerata tranquilla, inoffensiva, e adatta ad un principe. Gli Oldenburg erano anche un'antica famiglia con forti legami sia con l'Imperatrice che con l'Imperatore (in quanto la madre di Sofia Carlotta era una principessa prussiana). La sua famiglia aveva anche altri forti legami con gli Hohenzollern, la madre di Sofia Carlotta era stato una grande intima della Duchessa di Sassonia-Meiningen, la sorella dell'Imperatore. La Duchessa era anche la madrina di Sofia Carlotta, e Sofia Carlotta era lei stessa una favorita dell'Imperatore. La sua vicinanza alla corte prussiana era così pronunciata nel fatto che essa aveva anche suscitato alcune prime voci che avrebbe sposato invece il principe Guglielmo. A Guglielmo era stato invece concesso di scegliere, e aveva deciso la Duchessa Cecilia.
Nel settembre 1905, Eitel si recò a Lensahn, una residenza degli Oldenburg, per diverse settimane. Divennero ben presto fidanzati. La forte pressione da parte di Eitel (nonostante la sua presunta riluttanza), insieme con il desiderio di Sofia Carlotta a lasciare la sua casa, potrebbe essere stata il vero motivo del loro fidanzamento. C'erano state molte voci che trapelavano sulle azioni di Eitel come soldato, sia sul campo che fuori, così i suoi genitori erano senza dubbio ansiosi di vederlo ammogliato ad una sposa apparentemente rispettabile e virtuosa.

## Matrimonio

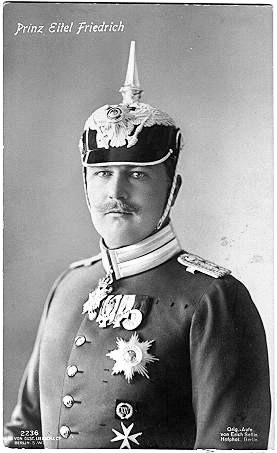
Il Principe Eitel Friedrich di Prussia in uniforme militare

Il 27 febbraio 1906, Sofia Carlotta sposò il Principe Eitel a Berlino. Il matrimonio cadde in occasione delle nozze d'argento dell'Imperatore e dell'Imperatrice, che amplificò considerevolmente l'evento. Le nozze avevano 1,500 invitati, che comprendeva molti membri delle famiglie reali della Germania. Sofia Carlotta indossava un abito lungo tre metri e mezzo realizzato di seta bianco perla e ricamato con rose d'argento. Il matrimonio ebbe tre cerimonie - la firma del contratto di matrimonio ai sensi dello statuto del Casato di Hohenzollern il primo giorno, la somministrazione dei giuramenti di diritto civile al secondo, e infine i riti religiosi nella cappella del castello quello stesso giorno. Ella fu accolta calorosamente a Berlino.

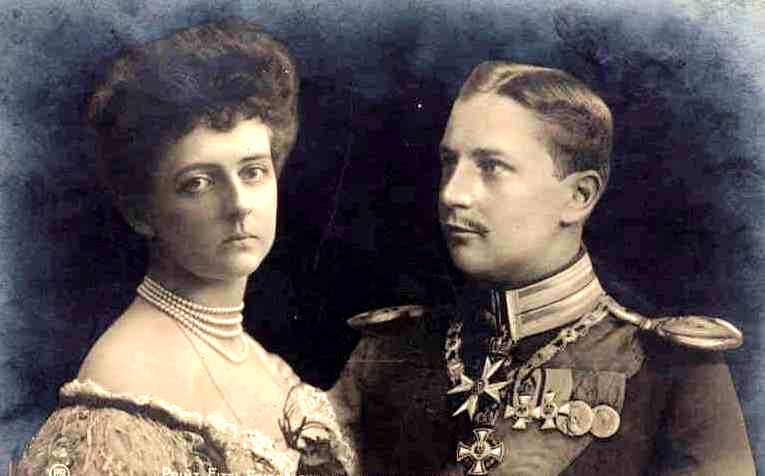
Sofia Carlotta con il primo marito il Principe Eitel Friedrich, 1910

Ebbero un matrimonio infelice. Nonostante il suo caloroso benvenuto a Berlino, Sofia Carlotta non riuscì a crearsi delle amicizie in quella città. Eitel era anche costantemente infedele. Una fonte afferma che quando si rese conto che tipo di persona che ella aveva sposato, Sofia Carlotta "si ritirò in una specie di riserva altera, da cui lei non emerse". Raramente si videro durante il suo periodo trascorso a combattere durante la prima guerra mondiale. Fu un periodo di solitudine per Sofia Carlotta, ae lei risiedeva principalmente nel Castello del Belvedere a Berlino, dove passava il suo tempo principalmente leggendo, dipingendo, e socializzando con un piccolo numero di amici.

## Titoli e trattamento
- 2 febbraio 1879 –  27 febbraio 1906: Sua Altezza Duchessa Sofia Carlotta di Oldenburg
- 27 febbraio 1906 – 20 ottobre 1926: Sua Altezza Reale Principessa Sofia Carlotta di Prussia
- 20 ottobre 1926 - 29 marzo 1964: Sua Altezza Duchessa Sofia Carlotta di Oldenburg

## Ascendenza
|                                              |                           |                                                    | Genitori                                                 |  |  | Nonni |  |  | Bisnonni                       |  |  | Trisnonni                       |  |
|                                              |                           |                                                    |                                                          |  |  |       |  |  | Augusto, Granduca di Oldenburg |  |  | Pietro I, Granduca di Oldenburg |  |
|                                              |                           |                                                    |                                                          |  |  |       |  |  | Augusto, Granduca di Oldenburg |  |  | Pietro I, Granduca di Oldenburg |  |
|                                              |                           | Duchessa Federica di Württemberg                   |                                                          |  |  |       |  |  | Augusto, Granduca di Oldenburg |  |  |                                 |  |
| Pietro II, Granduca di Oldenburg             |                           |                                                    |                                                          |  |  |       |  |  | Augusto, Granduca di Oldenburg |  |  |                                 |  |
|                                              |                           | Principessa Ida di Anhalt-Bernburg-Schaumburg-Hoym | Vittorio II, Principe di Anhalt-Bernburg-Schaumburg-Hoym |  |  |       |  |  |                                |  |  |                                 |  |
|                                              |                           | Principessa Ida di Anhalt-Bernburg-Schaumburg-Hoym | Vittorio II, Principe di Anhalt-Bernburg-Schaumburg-Hoym |  |  |       |  |  |                                |  |  |                                 |  |
|                                              |                           | Principessa Ida di Anhalt-Bernburg-Schaumburg-Hoym | Principessa Amalia di Nassau-Weilburg                    |  |  |       |  |  |                                |  |  |                                 |  |
| Federico Augusto II, Granduca di Oldenburg   |                           | Principessa Ida di Anhalt-Bernburg-Schaumburg-Hoym |                                                          |  |  |       |  |  |                                |  |  |                                 |  |
|                                              |                           | Giuseppe, Duca di Sassonia-Altenburg               | Federico, Duca di Sassonia-Hildburghausen                |  |  |       |  |  |                                |  |  |                                 |  |
|                                              |                           | Giuseppe, Duca di Sassonia-Altenburg               | Federico, Duca di Sassonia-Hildburghausen                |  |  |       |  |  |                                |  |  |                                 |  |
|                                              |                           | Giuseppe, Duca di Sassonia-Altenburg               | Duchessa Carlotta Giorgina di Meclemburgo-Strelitz       |  |  |       |  |  |                                |  |  |                                 |  |
| Principessa Elisabetta di Sassonia-Altenburg |                           | Giuseppe, Duca di Sassonia-Altenburg               |                                                          |  |  |       |  |  |                                |  |  |                                 |  |
|                                              |                           | Duchessa Amalia di Württemberg                     | Duca Luigi di Württemberg                                |  |  |       |  |  |                                |  |  |                                 |  |
|                                              |                           | Duchessa Amalia di Württemberg                     | Duca Luigi di Württemberg                                |  |  |       |  |  |                                |  |  |                                 |  |
|                                              |                           | Duchessa Amalia di Württemberg                     | Principessa Enrichetta di Nassau-Weilburg                |  |  |       |  |  |                                |  |  |                                 |  |
| Sofia Carlotta di Oldenburg                  |                           | Duchessa Amalia di Württemberg                     |                                                          |  |  |       |  |  |                                |  |  |                                 |  |
|                                              | Principe Carlo di Prussia | Federico Guglielmo III di Prussia                  |                                                          |  |  |       |  |  |                                |  |  |                                 |  |
|                                              | Principe Carlo di Prussia | Federico Guglielmo III di Prussia                  |                                                          |  |  |       |  |  |                                |  |  |                                 |  |
|                                              | Principe Carlo di Prussia | Luisa di Meclemburgo-Strelitz                      |                                                          |  |  |       |  |  |                                |  |  |                                 |  |
| Principe Federico Carlo di Prussia           | Principe Carlo di Prussia |                                                    |                                                          |  |  |       |  |  |                                |  |  |                                 |  |
|                                              |                           | Principessa Maria di Sassonia-Weimar-Eisenach      | Carlo Federico, Granduca di Sassonia-Weimar-Eisenach     |  |  |       |  |  |                                |  |  |                                 |  |
|                                              |                           | Principessa Maria di Sassonia-Weimar-Eisenach      | Carlo Federico, Granduca di Sassonia-Weimar-Eisenach     |  |  |       |  |  |                                |  |  |                                 |  |
|                                              |                           | Principessa Maria di Sassonia-Weimar-Eisenach      | Granduchessa Marija Pavlovna di Russia                   |  |  |       |  |  |                                |  |  |                                 |  |
| Principessa Elisabetta Anna di Prussia       |                           | Principessa Maria di Sassonia-Weimar-Eisenach      |                                                          |  |  |       |  |  |                                |  |  |                                 |  |
|                                              |                           | Leopoldo IV, Duca di Anhalt                        | Federico, Principe Ereditario di Anhalt-Dessau           |  |  |       |  |  |                                |  |  |                                 |  |
|                                              |                           | Leopoldo IV, Duca di Anhalt                        | Federico, Principe Ereditario di Anhalt-Dessau           |  |  |       |  |  |                                |  |  |                                 |  |
|                                              |                           | Leopoldo IV, Duca di Anhalt                        | Langravia Amalia d'Assia-Homburg                         |  |  |       |  |  |                                |  |  |                                 |  |
| Principessa Maria Anna di Anhalt-Dassau      |                           | Leopoldo IV, Duca di Anhalt                        |                                                          |  |  |       |  |  |                                |  |  |                                 |  |
|                                              |                           | Principessa Federica Guglielmina di Prussia        | Principe Luigi Carlo di Prussia                          |  |  |       |  |  |                                |  |  |                                 |  |
|                                              |                           | Principessa Federica Guglielmina di Prussia        | Principe Luigi Carlo di Prussia                          |  |  |       |  |  |                                |  |  |                                 |  |
|                                              |                           | Principessa Federica Guglielmina di Prussia        | Federica di Meclemburgo-Strelitz                         |  |  |       |  |  |                                |  |  |                                 |  |
|                                              |                           | Principessa Federica Guglielmina di Prussia        |                                                          |  |  |       |  |  |                                |  |  |                                 |  |